# Rajzfilmklub
A Rajzfilmklub az RTL Klub rajzfilmeket adó műsorblokkja volt. 1997 október 28. és 1999. szeptember 3. között sugározták. Japán rajzfilmsorozatokat, azaz animéket és francia sorozatokat is vetített. Minden hétköznap 14.40-kor kezdődött, és általában három részt vetítettek benne.

## Műsorai
- A nyomorultak
- A pálya ördögei
- Candy Candy
- Davy Crockett
- Dragon Ball
- Dragon Ball Z
- Grand Prix
- Helló, Sandybell!
- Juharfalva lakói
- Kenguk
- Krokodil kommandó
- Lili, a virágangyal
- Manóvári manók
- Varázslatos álmok